# 1. Nemzetközi Fizikai Diákolimpia
Az 1. Nemzetközi Fizikai Diákolimpiát (1967) Lengyelországban, Varsóban rendezték 1967. június 24. és július 5. között.  Öt ország (Lengyelország, Bulgária, Csehszlovákia, Magyarország, Románia) tizenöt versenyzője vett részt.
A magyar csapat egy I. díjat (aranyérmet) szerzett, ezzel 1. lett az országok közötti pontversenyben.

## Országok eredményei pont szerint
|    | Ország        | Pont | Arany | Ezüst | Bronz |
| -- | ------------- | ---- | ----- | ----- | ----- |
| 1. | Magyarország  | 107  | 2*    | 0     | 0     |
| 2. | Lengyelország | 104  | 2*    | 0     | 0     |
| 3. | Csehszlovákia | 103  | 2*    | 0     | 0     |
| 3. | Bulgária      | 68   | 1*    | 0     | 0     |
| 3. | Románia       | 43   | 0     | 0     | 0     |

*Az első hét helyezettet díjazták, akiket később hivatalosan mind aranyérmesnek ismertek el.

## A magyar csapat
A magyar csapat tagjai voltak:
| Név            | Pontszám | Díj   |
| -------------- | -------- | ----- |
| Szalay Sándor  | 39       | Arany |
| Mihály László  | 35       | Arany |
| Marossy Ferenc | 33       |       |